# Bombylisoma album
Bombylisoma album är en tvåvingeart som beskrevs av Greathead 2000. Bombylisoma album ingår i släktet Bombylisoma och familjen svävflugor.
Artens utbredningsområde är Namibia. Inga underarter finns listade i Catalogue of Life.